# Rafael Sánchez Tapia
Rafael Sánchez Tapia (Aguililla, 1887 – Città del Messico, 1946) è stato un politico e militare messicano.
Nacque ad Aguililla. Nel 1910 si unì al movimento rivoluzionario. Fu governatore dello stato del Michoacán dal 1934 al 1935 e dallo stesso anno al 1938 fu Segretario dell'Economia. Nel 1940 fu candidato alle elezioni presidenziali ma ottenne solo lo 0,4%.